# تخطيط المسارات
في علم الأعصاب يُعتبرتخطيط المسارات، تقنية نمذجة ثلاثية الأبعاد تُستخدم لتمثيل مسارات الأعصاب بصريًا باستخدام البيانات التي تجمع عن طريق الانتشار بالرنين المغناطيسي. ويستخدم تقنيات خاصة للتصوير بالرنين المغناطيسي والتصوير بالرنين المغنطيسي للانتشار بواسطة الحاسوب. يتم عرض النتائج في صور ثنائية وثلاثية الأبعاد تسمى تخطيط المسارات.